# Aconitum pterocaule
Aconitum pterocaule là một loài thực vật có hoa trong họ Mao lương. Loài này được Koidz. mô tả khoa học đầu tiên năm 1913.